# Entypesa
Genre
Synonymes
- Pseudohermacha Strand, 1907

Entypesa est un genre d'araignées mygalomorphes de la famille des Entypesidae.

## Distribution
Les espèces de ce genre sont endémiques de Madagascar.

## Liste des espèces
Selon World Spider Catalog (version 22.0, 14/05/2021) :
- Entypesa andohahela Zonstein, 2018
- Entypesa enakara Zonstein, 2018
- Entypesa fisheri Zonstein, 2018
- Entypesa nebulosa Simon, 1902
- Entypesa rastellata Zonstein, 2018

## Publication originale
- Simon, 1902 : « Description d'arachnides nouveaux de la famille des Aviculariides faisant partie de collections du Muséum. » Bulletin du muséum d'Histoire naturelle de Paris, vol. 8, p. 595-599 (texte intégral).